# Shriya Saran
Saran de Shriya (Uttarakhand, 11 de setembro de 1982) é uma atriz e modelo indiana. Ela já atuou em vários filmes na industria cinematográfica indiana. Shriya fez sua estreia no cinema em 2001 no filme indiano Ishtam. Em 2002 teve seu primeiro sucesso comercial com o filme também indiano Santhosham (filme tâmil de maior bilheteria na época). Em 2008 Saran interpretou o papel principal em seu primeiro filme em língua inglesa - a co-produção americana-indiana The Other End of the Line. Seus projetos seguintes incluíram filmes considerados populares como Kanthaswamy (2009) e Pokkiri Raja (2010). Nesses dois últimos filmes Saran foi reconhecida como uma das principais atrizes na indústria cinematográfica no sul da Índia.

## Filmografia
| 1. Midnight's Children (2012) (em pós-produção) 2. Zilla Ghaziabad (2012) (em pós-produção) 3. Nuvva Nena (2012) 4. Gali Gali Chor Hai (2012) 5. Casanovva (2012) 6. Rajapattai (2011) (atriz convidada) 7. Rowthiram (2011) 8. Chikku Bukku (2010) 9. Uthama Puthiran (2010) (atriz convidada) 10. Komaram Puli (2010) 11. Don Seenu (2010) 12. Pokkiri Raja (2010) 13. Kuchh Kariye (2010) 14. Na Ghar Ke Na Ghaat Ke (2010) 15. Kutty (2010) 16. Cooking with Stella (2009) 17. Kanthaswamy (2009) 18. Ek: The Power of One (2009) 19. The Other End of the Line (2008) 20. Mission Istaanbul: Darr Ke Aagey Jeet Hai! (2008) 21. Azhagiya Tamizh Magan (2007) 22. Thulasi (2007) 23. Awarapan (2007) 24. Sivaji (2007) 25. Arasu (2007) (não-creditado) 26. Munna (2007) (Particpação especial) 27. Boss (2006) 28. A Belly Full of Dreams (2006) 29. Bhageeratha (2005) | 1. The Blue Umbrella (2005) 2. Chatrapathi (2005) 3. Mogudu Pellam O Dongodu (2005) 4. Subhash Chandra Bose (2005) 5. Soggadu (2005) (Participação especial) 6. Sada Mee Sevalo (2005) 7. Balu (2005) 8. Mazhai (2005) 9. Naa Alludu (2005) (as Shreya Saran) 10. Vijayendra Varama (2004) 11. Rok Sako To Rok Lo (2004) 12. Shukriya: Till Death Do Us Apart (2004) 13. Arjun (2004) 14. Thoda Tum Badlo Thoda Hum (2004) 15. Nenunnanu (2004) 16. Ennaku 20 Unakku 18 (2004) 17. Ela Cheppanu (2003) 18. Tagore (2003) 19. Neeku Nenu Naaku Nuvvu (2003) 20. Tujhe Meri Kasam (2003) 21. Nee Manasu Naaku Telusu (2003) 22. Pehli Nazar Ka Pehla Pyaar: Love at First Sight (2003) 23. Nuvve... Nuvve... (2002) 24. Chenna Kesava Reddy (2002) 25. Samurai (2002) 26. Santosham (2002) 27. Istam (2001) 28. Amma and Family (1995) (Seriado de TV) 29. Do utro lado da linha 2008 ( Priya Sethi, ) |